# 1975 год в кино

## Фильмы

### Мировое кино
- «Барри Линдон»/Barry Lyndon, Великобритания, (реж. Стэнли Кубрик)
- «Бриллианты»/Diamonds, Израиль—США, (реж. Менахем Голан)
- «Возвращение Розовой пантеры»/The Return of the Pink Panther, Великобритания, (реж. Блейк Эдвардс)
- «Волшебная флейта»/Trollflöjten, Швеция, (реж. Ингмар Бергман)
- «Выкорми ворона»/Cría Cuervos, Испания, (реж. Карлос Саура)
- «Добрые и злые», Франция, (реж. Клод Лелуш)
- «Зверь»/La Bête, Франция, (реж. Валериан Боровчик)
- «И слоны бывают неверны»/Un Elephant Ca Trompe Enormement, Франция, (реж. Ив Робер)
- «Кити-вертихвостка»/Keetje Tippel, Нидерланды, (реж. Пол Верховен)
- «Королевский блеск»/Royal Flash, Великобритания—США, (реж. Ричард Лестер)
- «Кот и мышь»/Le Chat et la souris, Франция, (реж. Клод Лелуш)
- «Кроваво-красное»/Profondo Rosso, Италия, (реж. Дарио Ардженто)
- «Ложное движение»/Falsche Bewegung, ФРГ, (реж. Вим Вендерс)
- «Любовь и смерть»/Love And Death, США, (реж. Вуди Аллен)
- «Мои друзья»/Amici Miei, Италия, (реж. Марио Моничелли)
- «Мёртвый сезон»/Out of Season, Великобритания, (реж. Алан Бриджес)
- «Не упускай из виду»/La Course à l'échalote, Франция, (реж. Клод Зиди)
- «Невинные с грязными руками»/Les Innocents Aux Mains Sales, Франция—ФРГ—Италия, (реж. Клод Шаброль)
- «Нэшвилл»/Nashville, США, (реж. Роберт Олтмен)
- «Пикник у Висячей скалы»/Picnic at Hanging Rock, Австралия, (реж. Питер Уир)
- «Пролетая над гнездом кукушки»/One Flew Over the Cuckoo’s Nest, США, (реж. Милош Форман)
- «Профессия: репортёр»/Professione: Reporter, Италия—Франция, (реж. Микеланджело Антониони)
- «Розовый бутон»/Rosebud, США, (реж. Отто Премингер)
- «Роллербол»/Rollerball, США—Великобритания—ФРГ, (реж. Норман Джуисон)
- «Романтичная англичанка»/The Romantic Englishwoman, Великобритания, (реж. Джозеф Лоузи)
- «Сало, или 120 дней Содома»/Salò o le 120 giornate di Sodoma, Италия—Франция (реж. Пьер Паоло Пазолини)
- «Семейный заговор»/Family Plot, США, (реж. Альфред Хичкок)
- «Собачий полдень»/Dog Day Afternoon, США, (реж. Сидни Люмет)
- «Сто девятый идёт без остановок»/新幹線大爆破, Япония, (реж. Дзюнъи Сато)
- «Судороги»/Shivers / They Came From Within, Канада, (реж. Дэвид Кроненберг)
- «Судьба»/The Fortune, США, (реж. Майк Николс)
- «Три дня Кондора»/Three Days of the Condor, США, (реж. Сидни Поллак)
- «Тяжёлые времена»/Hard Times, США, (реж. Уолтер Хилл)
- «Хроника огненных лет», الجمر, Алжир, (реж. Мохаммед Лахдар-Хамина)
- «Цыган»/Le Gitan, Франция—Италия, (реж. Хосе Джованни)
- «Человек, который хотел стать королём»/The Man Who Would Be King, США—Великобритания, (реж. Джон Хьюстон)
- «Челюсти»/Jaws, США, (реж. Стивен Спилберг)
- «Чёрная луна»/Black Moon, Франция—ФРГ, (реж. Луи Маль)

### Советские фильмы

#### Фильмы Азербайджанской ССР
- «Звук свирели», (реж. Расим Оджагов)
- «Свет погасших костров», (реж. Тофик Таги-заде)
- «Четыре воскресенья», (реж. Шамиль Махмудбеков)
- «Яблоко как яблоко», (реж. Ариф Бабаев)

#### Фильмы Белорусской ССР
- «Алехин — человек «дорожный»»
- «Волчья стая»
- «Время-не-ждёт», (реж. Виталий Четвериков)
- «Гамлет Щигровского уезда»
- «Долгие вёрсты войны», (реж. Александр Карпов)
- «Лесные качели», (реж. Михаил Пташук)
- «Надёжный человек»
- «Приключения Буратино», (реж. Леонид Нечаев)
- «Факт биографии»

#### Фильмы Грузинской ССР
- «Кавказский пленник», (реж. Георгий Калатозишвили)
- «Как доброго молодца женили», (реж. Нодар Манагадзе)
- «Любовь с первого взгляда», (реж. Резо Эсадзе)
- «Не верь, что меня больше нет», (реж. Караман Мгеладзе)
- «Первая ласточка», (реж. Нана Мчедлидзе)
- «Переполох», (реж. Лана Гогоберидзе)
- «Ребята с Сиреневой улицы», (реж. Нинель Ненова)
- «Спелые гроздья», (реж. Отар Абесадзе)
- «Чирики и Чикотела», (реж. Леван и Рамаз Хотивари)

#### Фильмы Латвийской ССР
- «Ключи от рая», (реж. Алоиз Бренч)
- «Стрелы Робин Гуда», (реж. Сергей Тарасов)

#### Фильмы РСФСР
- «Афоня», (реж. Георгий Данелия)
- «Бегство мистера Мак-Кинли», (реж. Михаил Швейцер)
- «Без права на ошибку», (реж. Александр Файнциммер)
- «Вариант «Омега»», (реж. Антонис-Янис Воязос)
- «Горожане», (реж. Владимир Роговой)
- «Дневник директора школы», (реж. Борис Фрумин)
- «Единственная…», (реж. Иосиф Хейфиц)
- «Звезда пленительного счастья», (реж. Владимир Мотыль)
- «Здравствуйте, я ваша тётя!», (реж. Виктор Титов)
- «Ирония судьбы, или С лёгким паром!», (реж. Эльдар Рязанов)
- «Крестьянский сын», (реж. Ирма Рауш)
- «Матерь человеческая», (реж. Леонид Головня)
- «Маяковский смеётся, или Клоп-75», (реж. Сергей Юткевич)
- «Мой дом — театр», (реж. Борис Ермолаев)
- «На всю оставшуюся жизнь», (реж. Пётр Фоменко)
- «На край света...», (реж. Родион Нахапетов
- «Назначаешься внучкой», (реж. Ярополк Лапшин)
- «Не может быть!», (реж. Леонид Гайдай)
- «Одиннадцать надежд», (реж. Виктор Садовский)
- «Они сражались за Родину», (реж. Сергей Бондарчук)
- «От зари до зари», (реж. Гавриил Егиазаров)
- «Повторная свадьба», (реж. Георгий Натансон)
- «Последняя жертва», (реж. Пётр Тодоровский)
- «Потрясающий Берендеев», (реж. Игорь Вознесенский)
- «Пропавшая экспедиция», (реж. Вениамин Дорман)
- «Прошу слова», (реж. Глеб Панфилов)
- «Старший сын», (реж. Виталий Мельников)
- «Сто дней после детства», (реж. Сергей Соловьёв)
- «Странные взрослые», (реж. Аян Шахмалиева)
- «Тайна горного подземелья», (реж. Лев Мирский)
- «Там, за горизонтом», (реж. Юрий Егоров)
- «Финист — Ясный Сокол», (реж. Геннадий Васильев)
- «Что с тобой происходит?», (реж. Владимир Саруханов)
- «Чужие письма», (реж. Илья Авербах)
- «Шаг навстречу», (реж. Наум Бирман)
- «Эта тревожная зима», (реж. Игорь Николаев)
- «Это мы не проходили», (реж. Илья Фрэз)

#### Фильмы совместных производителей

##### Двух стран
- «Дерсу Узала», (реж. Акира Куросава) (совм. с Японией)
- «Маленький сержант», (реж. Лев Голуб) (совм. с ЧССР)

#### Фильмы Украинской ССР
- «Ар-хи-ме-ды!», (реж. Александр Павловский)
- «Канал», (реж. Владимир Бортко)
- «Капитан Немо», (реж. Василий Левин)
- «Мальчишки ехали на фронт», (реж. Валентин Козачков)
- «Финист — Ясный Сокол», (реж. Геннадий Васильев, Александр Роу (не дожил до премьеры)

## Телесериалы

### Латиноамериканские телесериалы

#### Мексика
- Бедная Клара
- Беззащитный
- Палома
- Пойдём вместе

### Советские сериалы и телефильмы свыше двух серий
- Капитан Немо (3с)
- Ольга Сергеевна

## Награды
- Станислав Ростоцкий, Борис Васильев, Вячеслав Шумский и Андрей Мартынов удостоены Государственной премии СССР за фильм «А зори здесь тихие…».

## Лидеры проката
- «Афоня», (реж. Георгий Данелия) — 1 место, 62,2 млн зрителей
- «Любовь земная», (реж. Евгений Матвеев) — 5 место, 50,9 млн зрителей
- «Не может быть!», (реж. Леонид Гайдай) — 6 место, 50,9 млн зрителей
- «Они сражались за Родину», (реж. Сергей Бондарчук) — 7 место, 40,6 млн зрителей

## Персоналии

### Родились
- 22 февраля — Дрю Блайт Бэ́рримор, американская актриса, писательница, режиссёр, модель и продюсер.
- 25 июня — Линда Карделлини, американская актриса.
- 30 сентября — Марион Котийяр, французская актриса театра, кино и телевидения, за роль в фильме «Долгая помолвка» была удостоена премии «Сезар» в номинации «Лучшая актриса второго плана».

### Скончались
- 26 января
  - Феликс Мариашши, венгерский кинорежиссёр, сценарист, монтажёр и педагог.
- 3 февраля — Эло Гаветта, словацкий писатель, фотограф, сценограф, живописец, сценарист, режиссёр театра, кино и телевидения.
- 6 марта — Ефим Копелян, советский актёр театра и кино, Народный артист СССР.
- 4 мая — Идрис Фархад оглы Агаларов, азербайджанский советский оперный певец, народный артист Азербайджанской ССР.
- 17 июля — Борис Бабочкин, советский актёр театра и кино, режиссёр, Народный артист СССР.
- 6 декабря — Пьер Бост, французский писатель, журналист и сценарист.